# Raven (Wirginia)
Raven – jednostka osadnicza w Stanach Zjednoczonych, w stanie Wirginia, w hrabstwie Russell.